# The Daylights
The Daylights – amerykański zespół rockowy powstały w Nowym Jorku w 2004 roku. W skład grupy wchodzą trzej muzycy:Ran Jackson, Ricky Jackson Svend Lerche. Ich debiutancki album został wydany 14 września 2010 roku.

## Muzycy
- Ran Jackson – wokal, gitara
- Ricky Jackson – gitara basowa, wokal
- Svend Lerche – perkusja

## Dyskografia

### Minialbumy
- The Shift and Blur  (2004)

1. Outsider
2. If Words Were Bullets
3. Boy on the Moon
4. Little Girl
5. Typical
6. Happy
7. She'll Never Tell
8. You Know Who You Are

- Sans Radio EP (2008)

1. Little White Lies
2. Guess I miss(ed) You
3. Probably
4. Slow Down

### Albumy
- The Daylights (2010)

1. Black Dove
2. Rogue Machine
3. Interlude
4. Alive
5. Weapons
6. Outsider
7. Terra Firma
8. The Last Time
9. Boy on the Moon
10. Quick Fix
11. Guess I Miss(ed) You
12. Digital Kiss
13. Wins and Losses
14. Happy (Full Version)
15. Outro